# Bonner Fellers
Bonner Frank Fellers (7 de febrero de 1896—7 de octubre de 1973), fue un militar del Ejército de los Estados Unidos que sirvió durante la Segunda Guerra Mundial como agregado militar y director de guerra psicológica. Era considerado un protegido del general Douglas MacArthur y desempeñó un importante papel en la exoneración como criminal de guerra del emperador de Japón Hirohito tras la rendición del país.

## Inicio de su carrera militar
Fellers ingresó en la Academia Militar de Estados Unidos, West Point, en junio de 1916. Debido a la creciente necesidad de oficiales durante la Primera Guerra Mundial, Fellers se graduó el 1 de noviembre de 1918. Su primer destino fue comisionado como segundo teniente en el Cuerpo de Artillería Costera.
Fellers fue ascendido a teniente primero en octubre de 1919 y se graduó en el Curso Básico de Costa de la Escuela de Artillería en 1920. La drástica reducción de efectivos en el ejército tras la Primera Guerra Mundial limitó sus opciones de promoción. Finalmente fue ascendido a capitán el 3 de diciembre de 1934. En 1935 se graduó en la United States Army Command and General Staff College del curso de Oficial de campo en guerra química, durante su estancia el cual terminó su tesis "la psicología del soldado japonés". Fellers fue destinado a Filipinas entre los años 1920 y 1930 completando 3 destinos allí. Sus tareas allí incluyen ayudar a abrir la Academia Militar de Filipinas, Filipinas West Point, y ser el enlace al presidente de Filipinas, Manuel Quezon. Por estas acciones Filipinas le concedió la condecoración la estrella al Servicio Distinguido. Fellers se graduó en la Escuela de Guerra del Ejército en 1939 y fue ascendido a mayor, el 1 de julio de 1940, a teniente coronel el 15 de septiembre de 1941, y a coronel en octubre de 1941.

## Obras
- Wings for Peace: A Primer for a New Defense (Chicago: Henry Regnery Co., 1953)